# 송광록
송광록(宋光綠, ? ~ ?)은 조선시대의 판소리 명창이다. 노래의 왕으로 이름난 송흥록의 아우이고 근대 명창 송만갑의 조부이다. 형인 송흥록의 고수로 있었으나, 고수가 푸대접을 받는 데 분발하여 제주도로 건너가서 4 ~ 5년간 소리 공부를 하여 명창이 되었다. 춘향가에 능하고 그의 더늠으로는 진양조 우조로 부르는 《긴사랑가》의 〈만첩청산 늙은 범이〉가 전해지고 있다. 판소리 평론으로도 유명하다.